# Norm Lewis
Norm Lewis (Tallahassee, 2 giugno 1963) è un attore e baritono statunitense, noto soprattutto per il suo lavoro nel teatro musicale di Broadway.

## Biografia
La carriera di Norm Lewis lo ha visto protagonista di numerosi ruoli di rilievo in alcuni dei musical di maggior successo degli ultimi anni. L'interpretazione per cui è probabilmente più celebre è quella di Javert nel musical Les Misérables, un ruolo che ha ricoperto sia a Londra che a Broadway, oltre che nel concerto per il venticinquesimo anniversario del musical. È inoltre il primo attore afroamericano ad interpretare il Fantasma nell'Opera nell'omonimo musical di Andrew Lloyd Webber a Broadway.
Altre messe in scena di rilievo a cui ha partecipato sono: Miss Saigon (Broadway, 1993), The Wild Party (Broadway, 2000), Hair (New York, 2000), Elegies for Angels, Punks and Raging Queens (2001), Chicago (Broadway, 2004), La Sirenetta (Broadway, 2008), Sweeney Todd (Texas, 2009), Sondheim on Sondheim (Broadway, 2010), Ragtime (New York, 2013) e Show Boat (New York, 2014). Nel 2012 recita e canta nella produzione di Broadway di Porgy and Bess insieme ad Audra McDonald, per cui viene nominato al Tony Award al miglior attore protagonista in un musical.

## Filmografia

### Attore

#### Cinema
- On the One, regia di Charles Randolph-Wright (2005)
- Sex and the City 2, regia di Michael Patrick King (2010)
- Les Misérables in Concert: The 25th Anniversary (2010)
- Storia d'inverno (Winter's Tale), regia di Akiva Goldsman (2014)
- Magnum Opus, regia di Kevin Elliott (2017)
- Il diritto di opporsi (Just Mercy), regia di Destin Daniel Cretton (2019)
- Da 5 Bloods - Come fratelli (Da 5 Bloods), regia di Spike Lee (2020)
- The Good Mother, regia di Miles Joris-Peyrafitte (2023)

#### Televisione
- Così gira il mondo (As the World Turns) - soap opera, 1 episodio (1997)
- La valle dei pini (All My Children) - soap opera, 9 episodi (1998)
- Squadra Med - Il coraggio delle donne (Strong Medicine) - serie TV, episodio 1x17 (2001)
- La libreria del mistero (Mistery Woman) - serie TV, episodio 2x05 (2007)
- Scandal - serie TV, 16 episodi (2012-2016)
- Hustling - serie TV, 2 episodi (2014)
- Blue Bloods - serie TV, episodio 4x18 (2014)
- The Blacklist - serie TV, episodio 2x03 (2014)
- Gotham - serie TV, episodio 1x07 (2015)
- Live from Lincoln Center - serie TV, episodio 41x02 (2015)
- First You Dream: The Music of Kander & Ebb, regia di Matt Hoffman - film TV (2015)
- Chicago Med - serie TV, episodio 1x07 (2016)
- Younger - serie TV, episodio 3x08 (2016)
- Daytime Divas - serie TV, 9 episodi (2017)
- Jesus Christ Superstar Live in Concert, regia di David Leveaux e Alex Rudzinski - film TV (2018)
- Bull - serie TV, episodio 3x12 (2019)
- Unbreakable Kimmy Schmidt - serie TV, episodio 4x11 (2019)
- Better Things - serie TV, episodio 3x09 (2019)
- She's Gotta Have It - serie TV, episodio 2x09 (2019)
- Broadway Read Alongs - serie TV, episodio 1x02 (2019)
- Mrs. America - miniserie TV, episodio 1x03 (2020)
- NOS4A2 - serie TV, episodio 2x06 (2020)
- Pose - serie TV, episodio 3x04 (2021)
- Dr. Death - miniserie TV, episodio 1x04 (2021)
- Christmas in Tune, regia di Emily Moss Wilson - film TV (2021)
- Women of the Movement - miniserie TV, 2 episodi (2022)
- Law & Order - I due volti della giustizia (Law & Order) - serie TV, episodio 21x01 (2022)
- Riverdale - serie TV, episodio 6x11 (2022)
- Sciame (Swarm) – serie TV, episodio 1x07 (2023)

#### Cortometraggi
- Confidences, regia di William Branden Blinn (2001)
- Pizza Verdi, regia di Gary Nadeau (2011)
- Heirloom, regia di Miriam Grill (2021)

### Doppiatore
- Central Park - serie animata, episodio 2x02 (2021)

## Doppiatori italiani
Nelle versioni in italiano dei suoi film, Norm Lewis è stato doppiato da:
- Alberto Angrisano in Da 5 Bloods - Come fratelli
- Renato Novara in Unbreakable Kimmy Schmidt
- Riccardo Lombardo in Scandal
- Enzo Avolio in Blue Bloods
- Mario Bombardieri in Bull
- Stefano Mondini in Storia d'inverno, The Good Mother